# Lada Niva
Lada Niva (LADA 4х4, ВАЗ-2121 «Нива») — радянський легковий автомобіль підвищеної прохідності (позашляховик) малого класу з несучим кузовом і постійним повним приводом.
Серійно виробляється з 5 квітня 1977 року досьогодні (до 2006 року — продавався під маркою ВАЗ-2121 «Нива», з 2006 по 2021 — LADA 4x4, тепер продається під маркою LADA Niva Legend).

## Концепція та історія створення

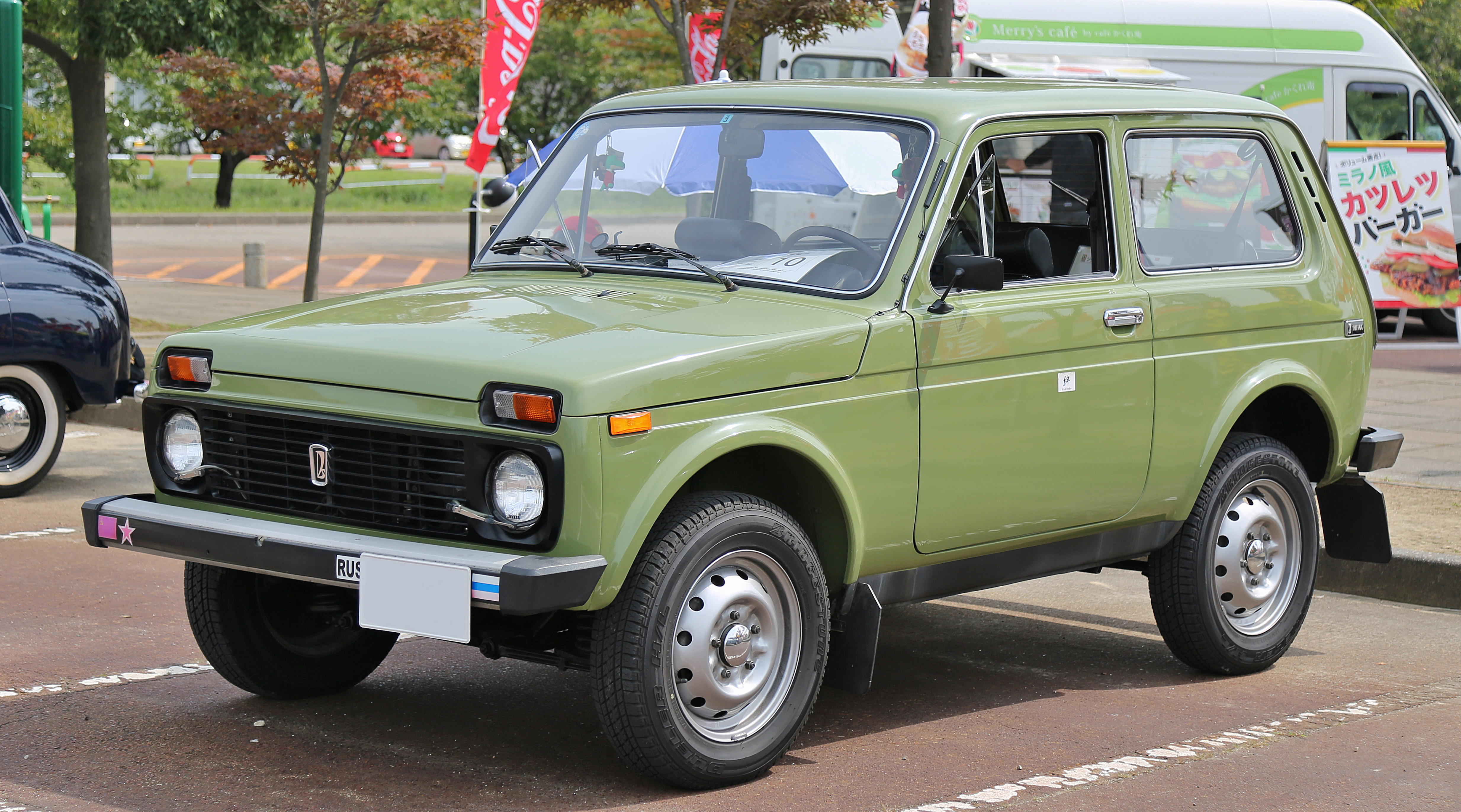
ВАЗ-2121 «Нива» (випуск у 1977—1994 рр.)

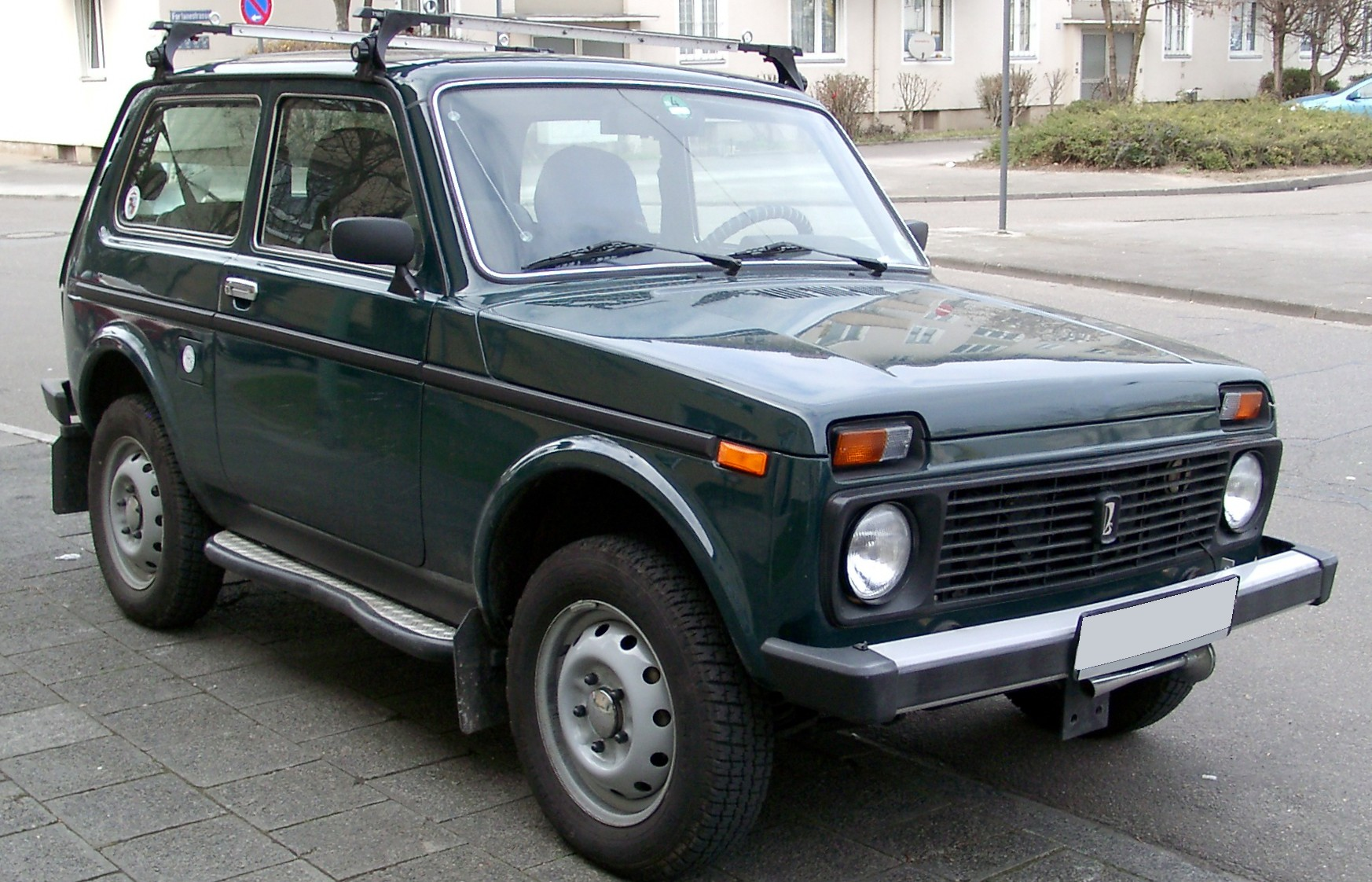
Серійний ВАЗ-21213 / ВАЗ-21214 (випуск з 1994 р., з 2006 року називається LADA 4x4 3-дв.)

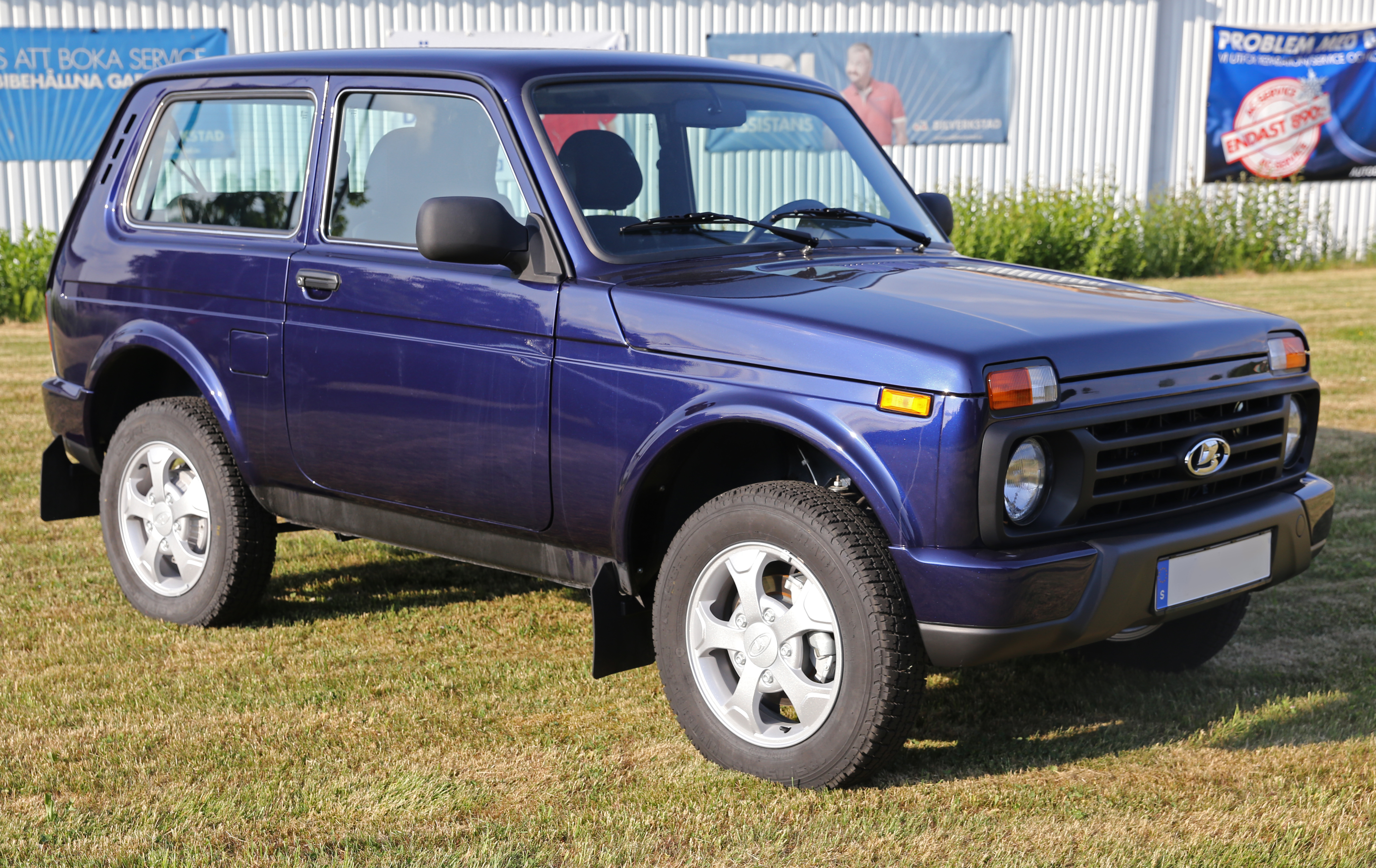
LADA 4x4 Urban

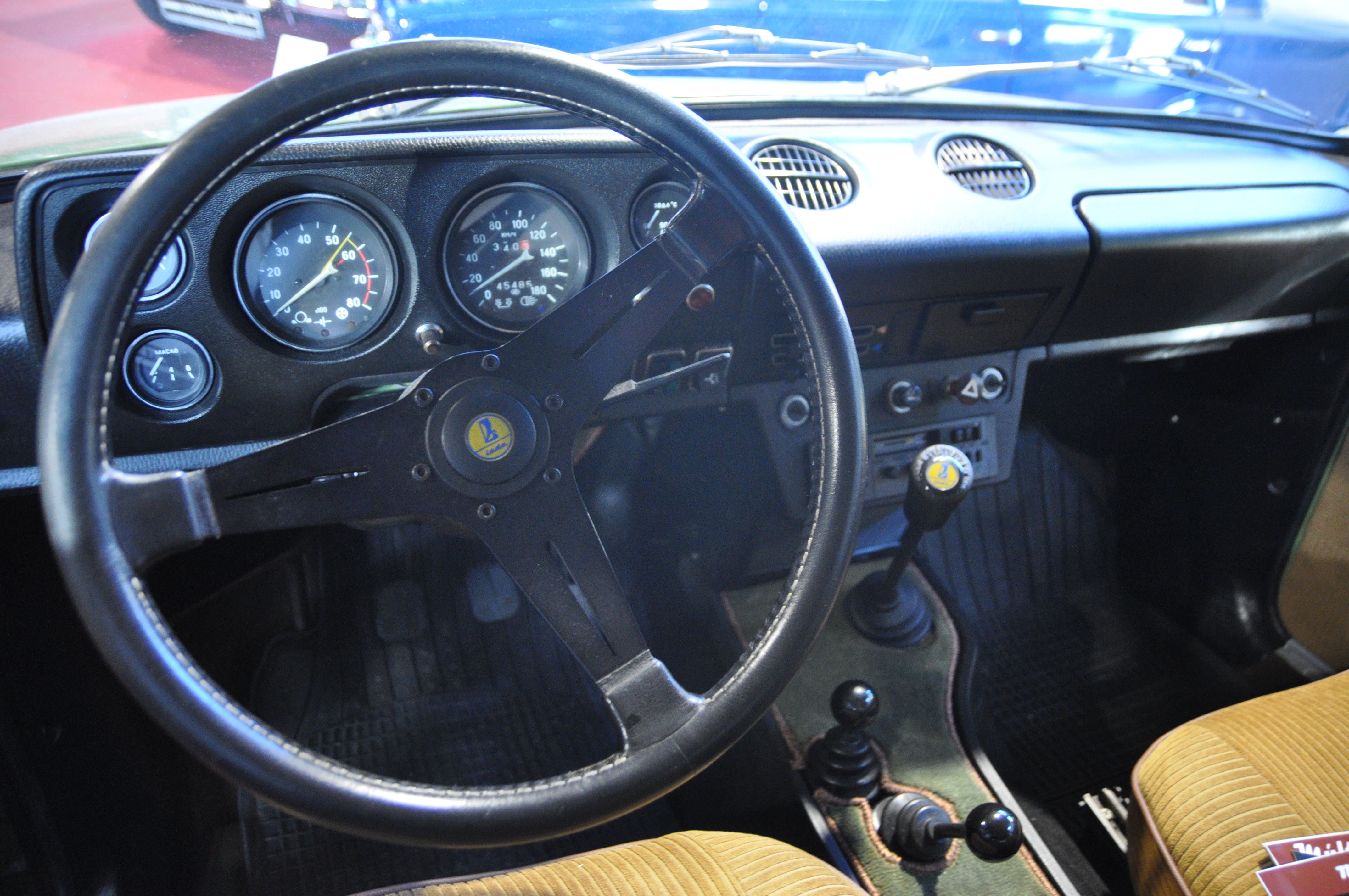
Салон ВАЗ-2121 зі зміненим кермом

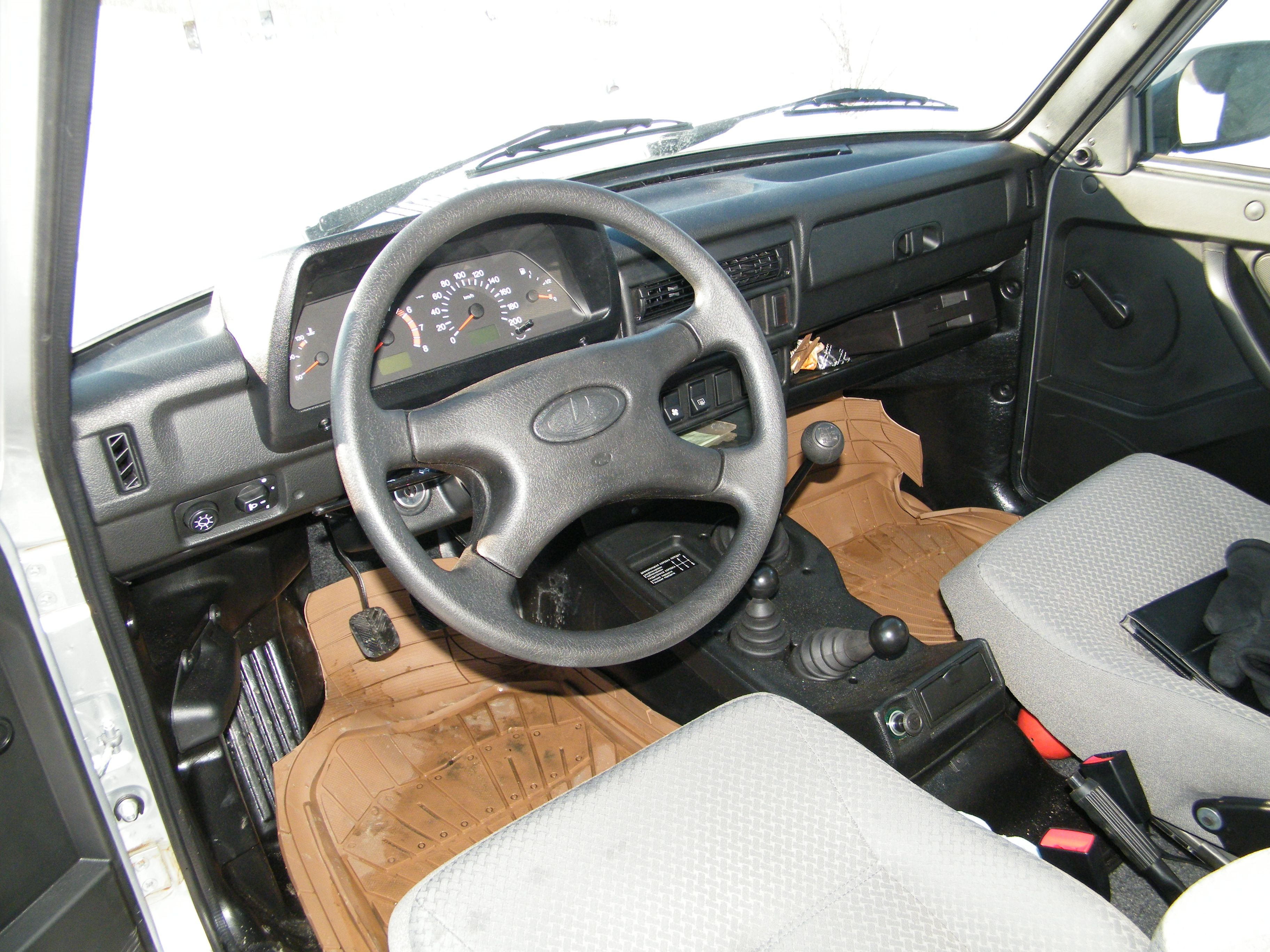
Салон ВАЗ-21213 / ВАЗ-21214

У 1969—1970 роках головний конструктор ВАЗа В. С. Соловйов вийшов з ініціативою про розробку позашляховика для жителів сільських районів. Його пропозиція стала результатом опрацювання так званого «типажу» Мінавтопрому СРСР на 1971—1980 роки, того часу делегованого ІМЗ (Іжмаш). Вже були створені прототипи АЗЛК-415 і -416 і Іж-14, проте ці автомобілі не були готові до серійного виробництва.
Влітку 1970 року голова Ради міністрів СРСР Олексій Косигін поставив перед колективами ВАЗа, АЗЛК і Іжмаша завдання створити легковий автомобіль підвищеної прохідності з комфортом масових легкових моделей. Зокрема, за спогадами учасників зустрічі в ОГК (відділ головного конструктора) на ВАЗі, після показу йому метало-гіпсового макета «автомобіля № 2» (люксовий варіант «Жигулів», згодом ВАЗ-2103) він сказав наступне: «Робота з Fiat на цьому закінчується (так обумовлено контрактом), і далі доведеться сподіватися тільки на себе. Так ось, першим вашим самостійним кроком має бути створення автомобіля підвищеної прохідності на базі „Жигулів“ для наших селян. А вони мимоволі виявилися обділеними — мільйонам городян ми дамо зараз сучасний легковий автомобіль, а для села він мало придатний, особливо для нашої „глибинки“».
У квітні 1971 року відбулася перша техрада, на якій обирали конструктивні особливості нового автомобіля. Прихильники класичного підходу до проектування пропонували варіант з рамним кузовом, залежними підвісками коліс, барабанними гальмами спереду і ззаду. Були і більш радикальні пропозиції, включаючи поперечну компонувальну схему і незалежні підвіски. Конструктори почали розробку документації влітку 1971 року народження, а вже в квітні 1972 року було виготовлено перший дослідний зразок.
В інтерв'ю журналу «Итоги» творець «Ниви» Петро Михайлович Прусов розповів, що автомобіль назвали в честь дітей Прусова — Наталії та Ірини, і дітей першого головного конструктора ВАЗа В. С. Соловйова — Вадима і Андрія.
Конструктори Волзького автозаводу ще на стадії розробки перенесли на перспективну модель багато вузлів і агрегатів освоєних підприємством «Жигулів». Ще однією особливістю став повністю «легковий» дизайн автомобіля — в автомобілі не було нічого специфічно «вседорожного», «Нива» виглядала як звичайна легкова машина. У конструкції широко застосовувалися елементи дизайну і деталі ВАЗ-2106, а салон виявився практично ідентичним цієї моделі.
У 1972 році створені перші ходові прототипи Е-2121 (так звані «носії агрегатів»), в 1973 році оголошено про підготовку до серійного виробництва.
У 1974 році випущені перші 15 передсерійних зразків, а до XXV з'їзду КПРС в березні 1976 року виготовлена друга партія — ще 50 машин.
Ці машини пройшли повний цикл випробувань, зокрема пробіг Уралом і Передураллям. Для порівняння з моделями-конкурентами фахівці скористалися британськими Land Rover і Range Rover, а також УАЗ-469. Для оцінки ходових якостей «Ниви» поєднали «легкову» і «вседорожну» програми випробувань. Наказ про поставлення автомобіля на конвеєр підписаний 31 липня 1975 року.
Перший серійний зразок ВАЗ-2121 зійшов з конвеєра Ваза 5 квітня 1977 року. Незабаром після запуску конвеєра виробничий план на повнопривідний автомобіль збільшили з 25 000 машин в рік до 50 000 автомобілів, а далі — до 70 000 одиниць саме внаслідок успіху на експортних ринках.
Спочатку конструктори ВАЗ отримали завдання на розробку компактного міського автомобіля. З цим і пов'язані такі незвичайні для джипа особливості, як надмалі габарити і дводверний кузов «хетчбек» з крихітним багажником. Проте потім концепція різко змінилася, і було вирішено перетворити міський автомобільчик в позашляховик. Як не дивно, але парадоксальна концепція виявилася життєздатною, а машина — на рідкість вдалою. Автомобіль вийшов надкомпактний в порівнянні з джипами тих часів, а отже, і легким, що позитивно позначалося на прохідності. Дуже великий дорожній просвіт і малі звиси кузова також сприяли прохідності. Ще однією особливістю став повністю «легковий» дизайн машини — в автомобілі не було нічого специфічно «позашляхового», «Нива» виглядала як звичайна легкова машина. До того ж, в конструкції широко застосовувалися елементи дизайну і деталі ВАЗ-2106, а салон виявився практично ідентичним «шістці». У результаті вийшло, як писав один автомобільний журнал, "Як ніби «Рено-5 „поставили на шасі“ Лендровера»". Тим не менш, «Нива» виявилася дуже вдалим автомобілем, можливо, найкращою розробкою радянського автопрому.
12 березня 2013 року АвтоВАЗ виготовив двохмільйонний автомобіль LADA 4х4.

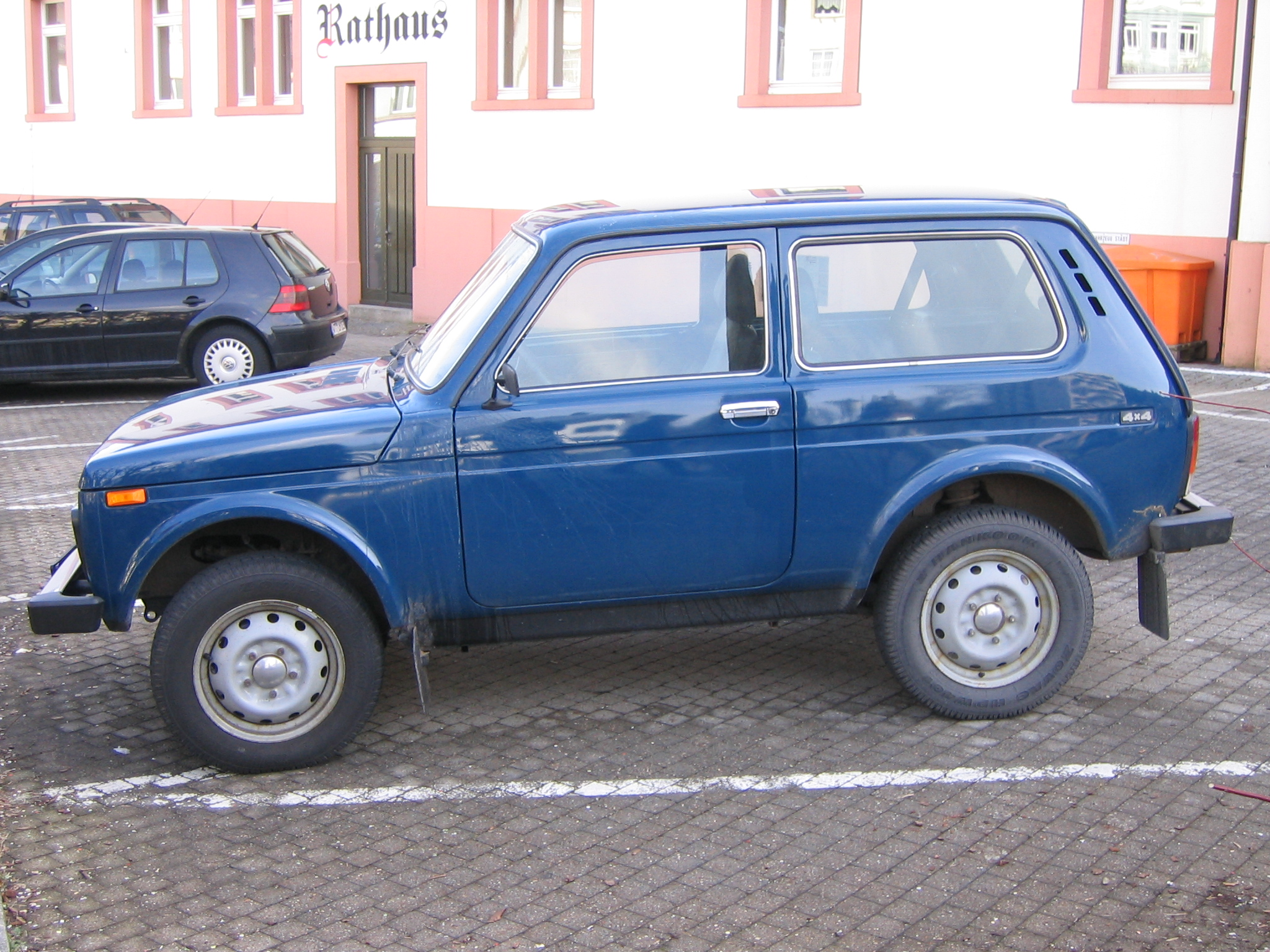
Нива — бічна проєкція
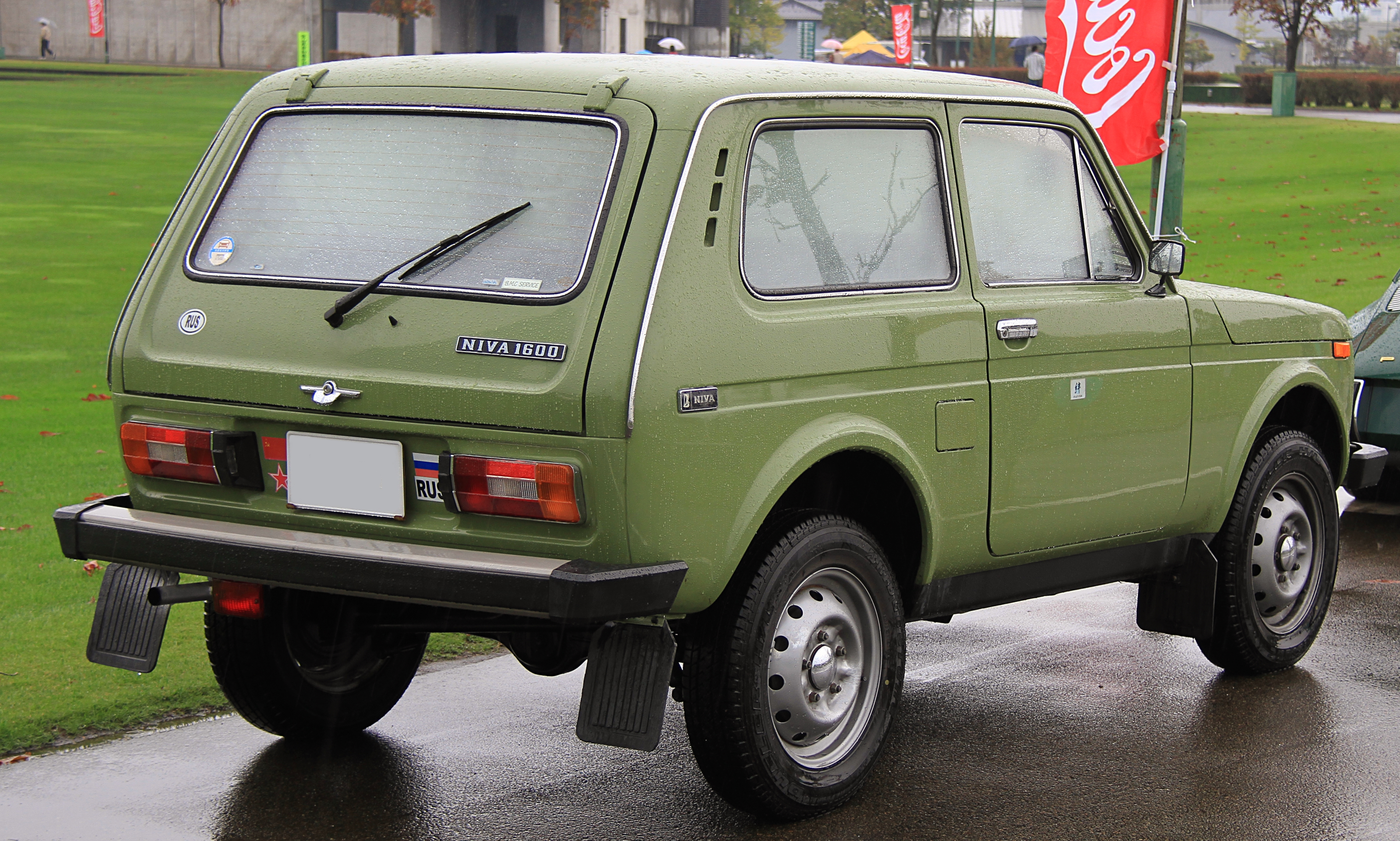
Задня частина ВАЗ-2121 (випуск у 1977—1994 рр.)
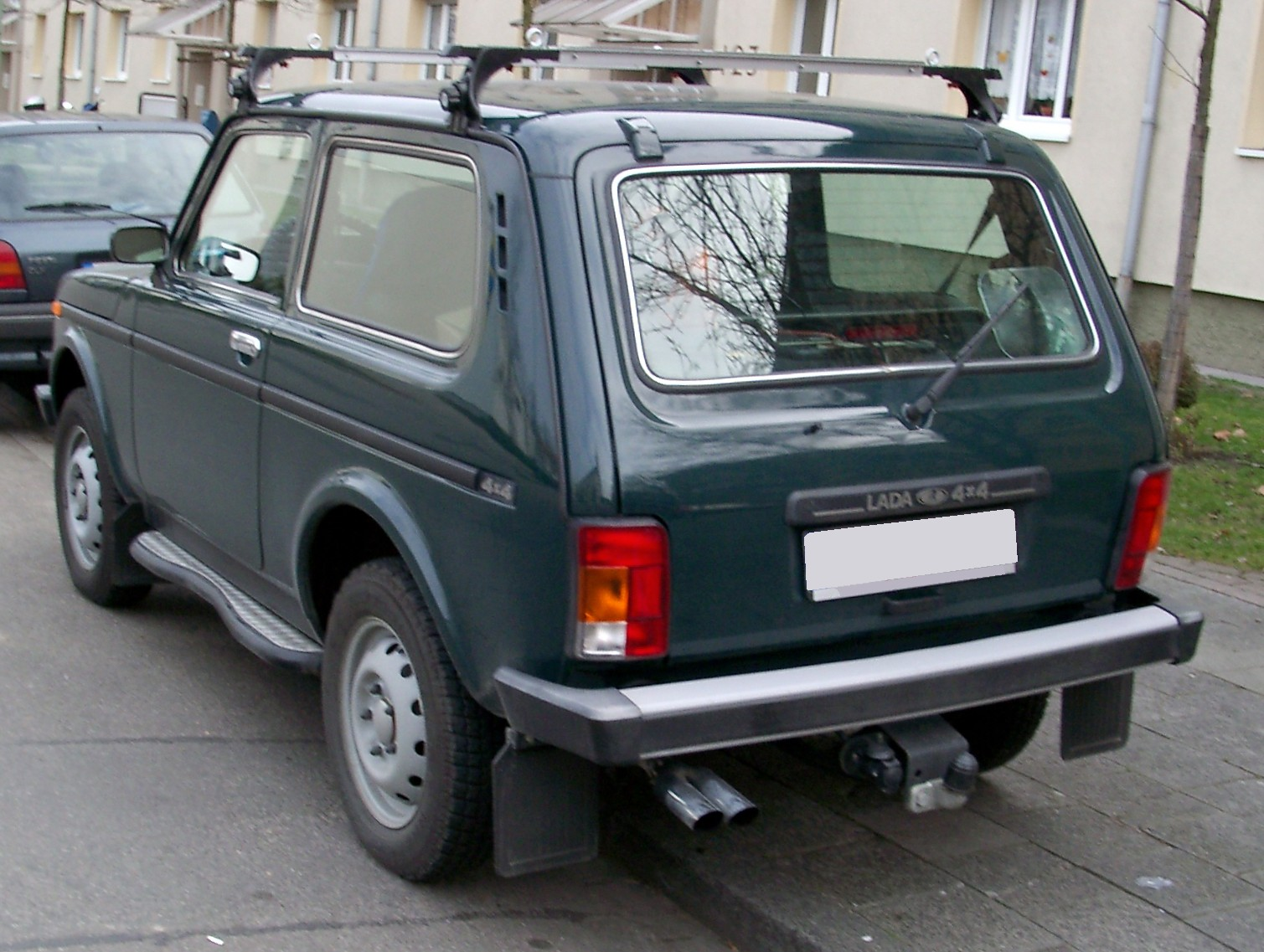
Задня частина ВАЗ-21213/-21214 (випуск з 1994 р.)
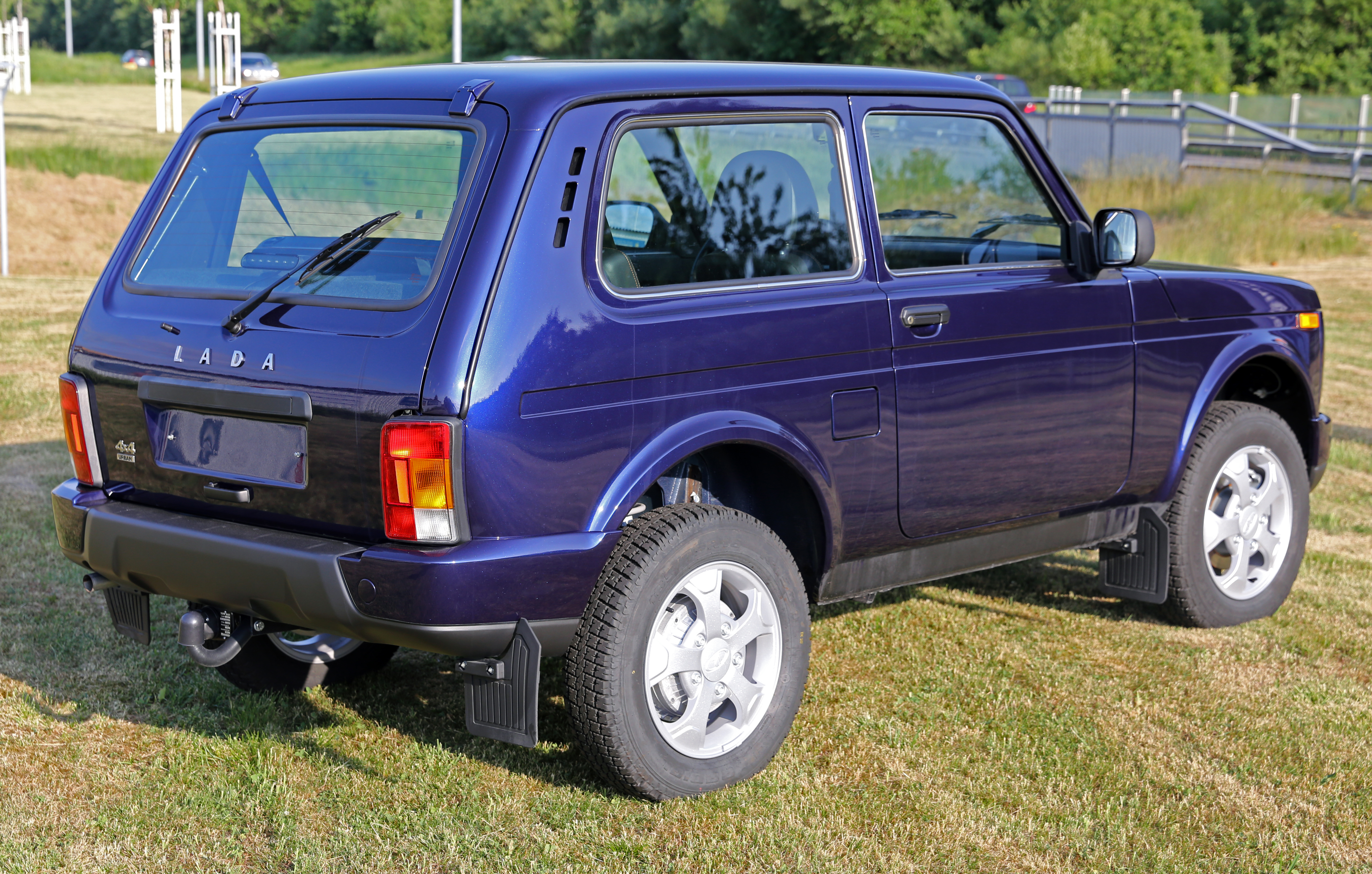
LADA 4x4 Urban

## Опис конструкції

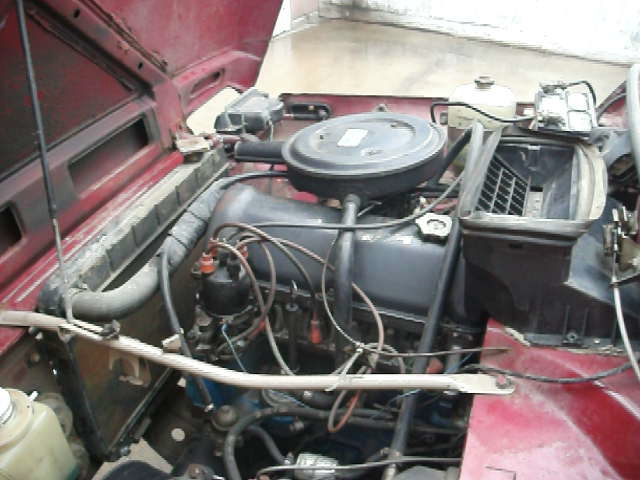
Двигун ВАЗ-2121 1,6 л

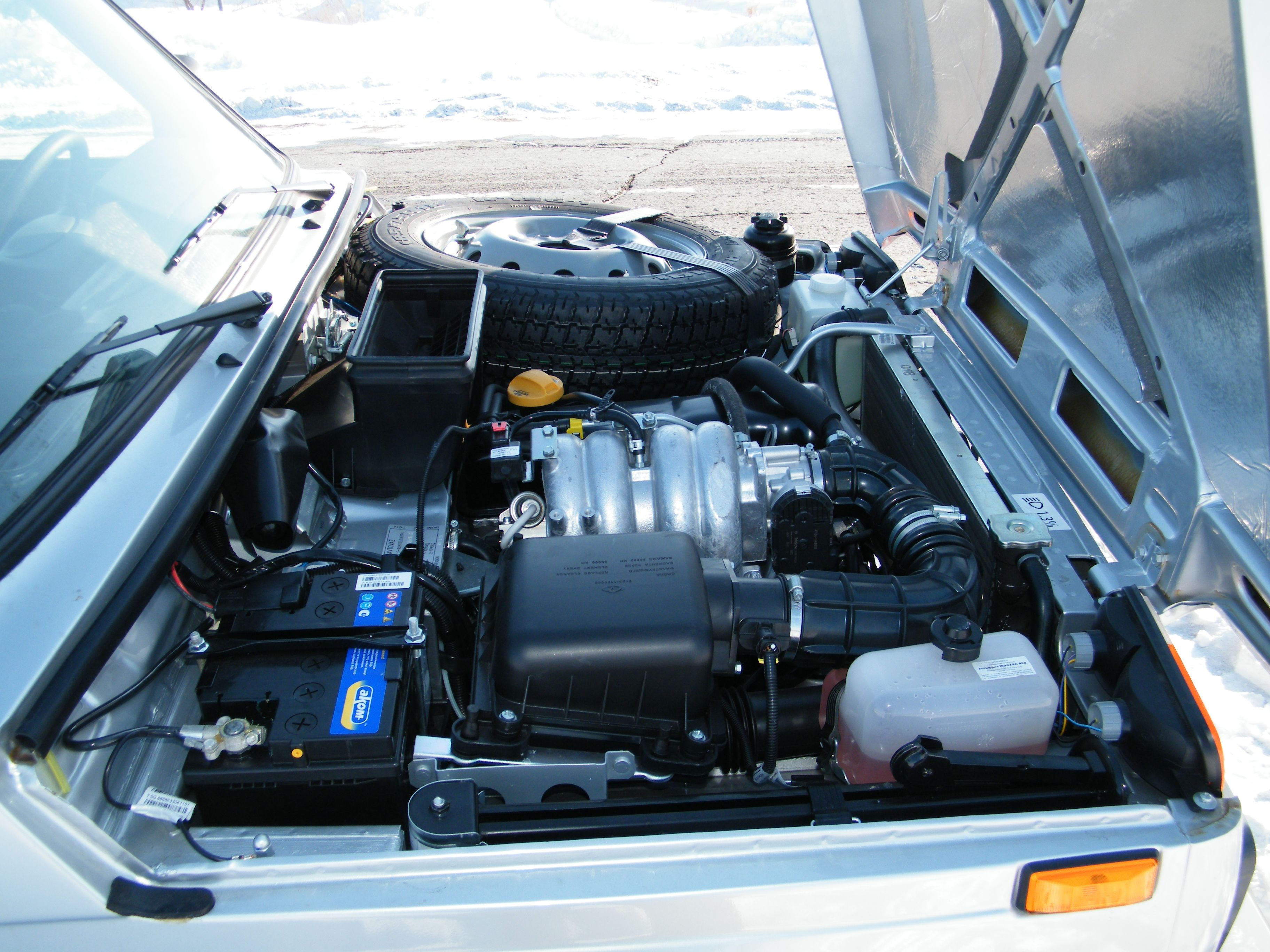
Двигун ВАЗ-21214 1,7 л

ВАЗ-2121 (21213/21214) — легковий автомобіль підвищеної прохідності (позашляховик) малого класу. Кузов тримальний, трьохдверний типу хетчбек. Геометричні параметри прохідності хороші завдяки досить великому дорожньому просвіту (220 мм), невеликим звисам кузова (кут в'їзду 32°, з'їзду — 37°) і порівняно короткій 2,2-метровій колісній базі.
Передня підвіска незалежна на подвійних поперечних важелях, задня — залежна пружинна з нерозрізним мостом. Кермове управління використовує шнекову передачу (пізніші версії оснащені гідропідсилювачем керма). Гальма — дискові спереду і барабанні ззаду.
На першу модель ВАЗ-2121 встановлювався поздовжній двигун ВАЗ-2121, створений на основі двигуна ВАЗ-2106), рядний карбюраторний чотирициліндровий, робочим об'ємом 1580 см³. Потужність 75 к.с при 5400 об/хв, максимальний обертовий момент 116 Нм при 3400 об/хв. На рестайлінгову модифікацію ВАЗ-21213 встановлювався карбюраторний двигун ВАЗ-21213 зі збільшеним до 1690 см³ робочим об'ємом, потужністю 80,8 к.с. при 5200 об/хв і максимальним обертовим моментом 125,3 Нм при 3000 об/хв. На ВАЗ-21214 встановлювали двигун ВАЗ-21214 з розподіленим впорскуванням палива з електронним управлінням робочим об'ємом 1690 см³, потужністю 83 к.с. при 5000 об/хв і максимальним обертовим моментом 129 Нм при 4000 об/хв.
Трансмісія з постійним повним приводом, механічною чотириступінчастою коробкою передач (починаючи з 21213 — п'ятиступінчастою), двоступеневою роздавальною коробкою з пониженим рядом передач і блокуванням міжосьового диференціалу.
Однією з особливостей «Ниви» було використання в її конструкції великосерійних вузлів модельного ряду ВАЗ. Так, від моделі ВАЗ-2106 використовувався 1,6-літровий двигун з ланцюговим приводом ГРМ, коробка передач і редуктор заднього моста. Також запозичені більшість елементів салону і задні ліхтарі.
У жовтні 2016 року у LADA 4x4 в передні маточини встановили підшипник, який не вимагає періодичного регулювання. У автомобіля модернізований поворотний кулак, впроваджено незалежне кріплення редуктора переднього моста і газонаповнені амортизатори.

## Світове визнання і експорт

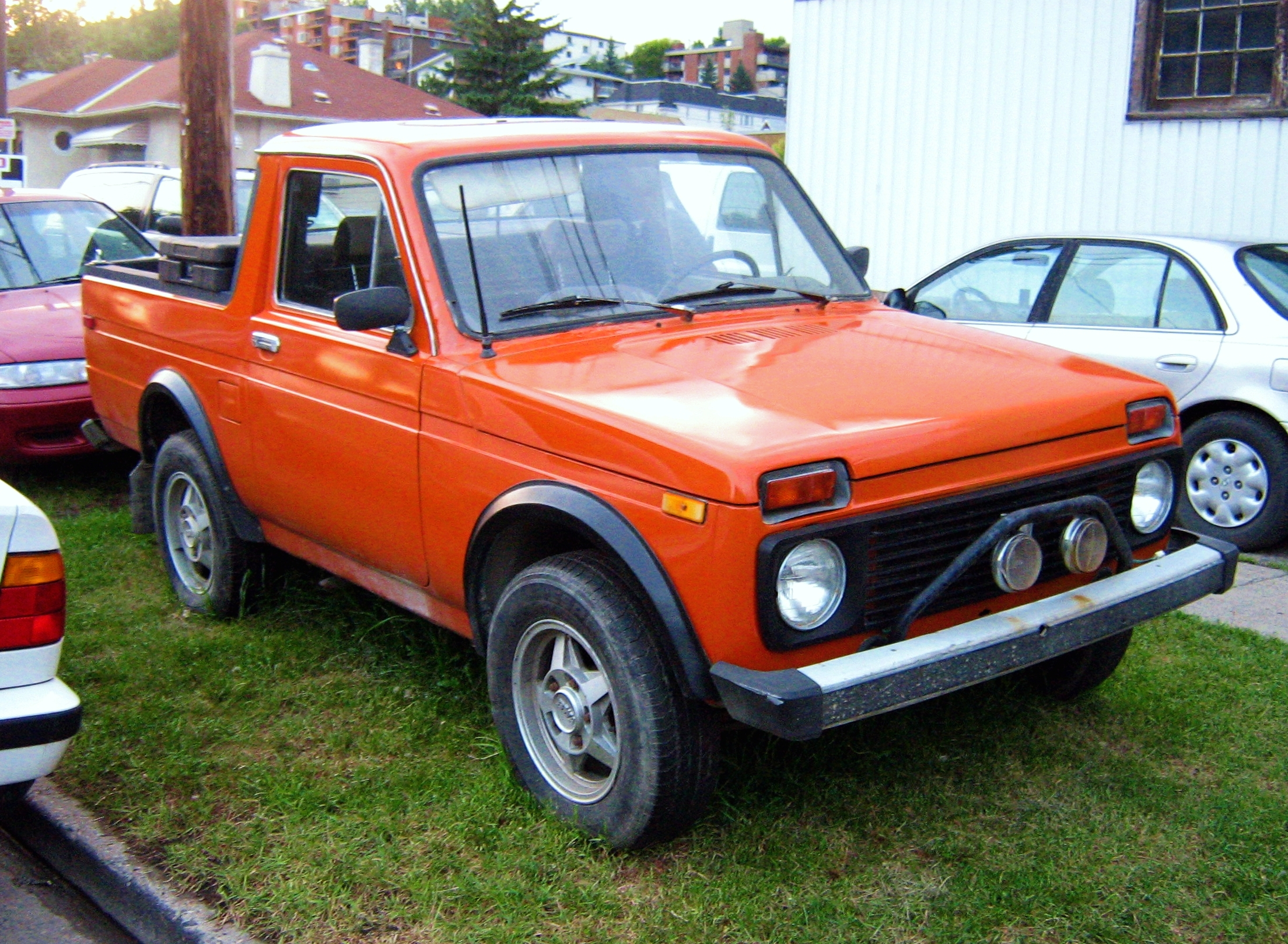
Ранній пікап на базі «Ниви» перероблений однією із зарубіжних тюнінгових фірм

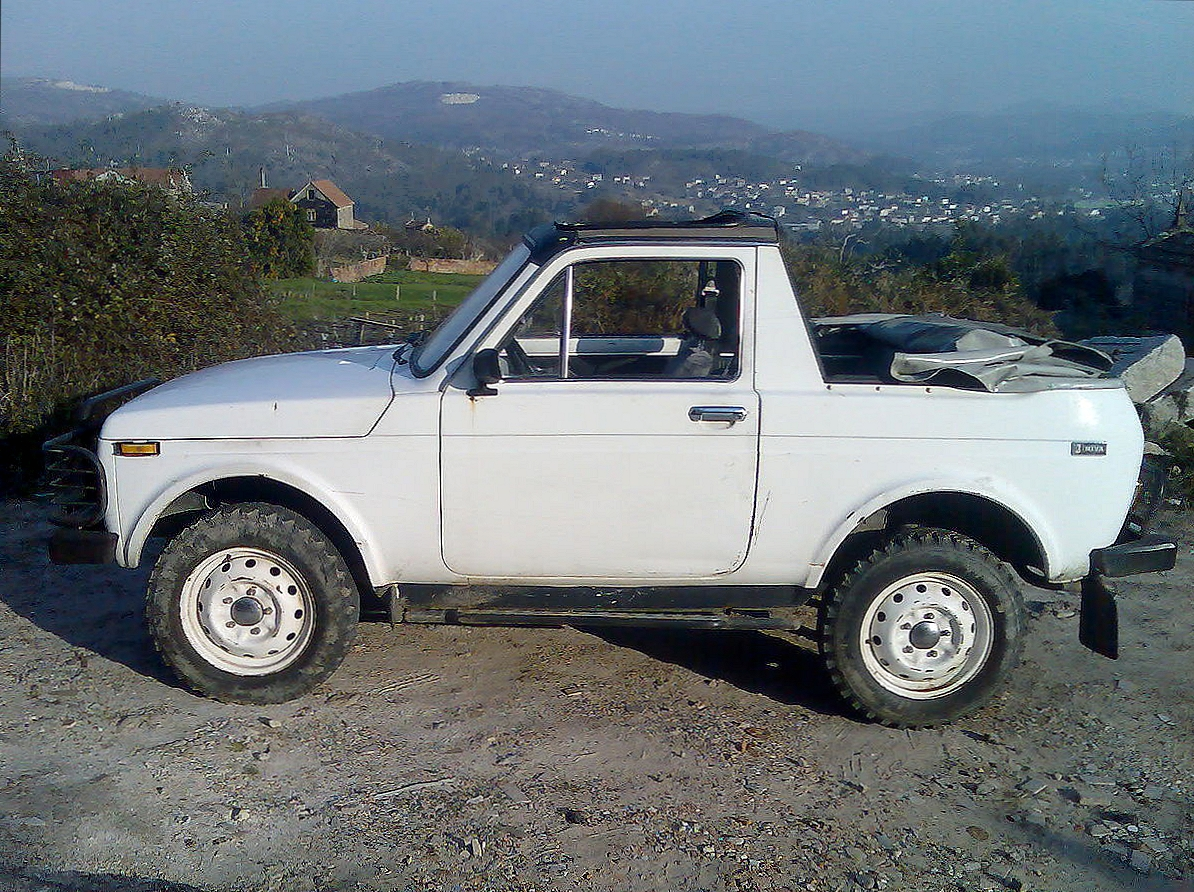
Кабріолет на базі Ниви перероблений зарубіжною тюнінговою фірмою

Більшість автомобілів 4х4 1970-х років оснащувалися повним приводом, що жорстко підмикався (постійний повний привід використовувався тоді тільки на Range Rover), рамним шасі, залежною підвіскою, спрощеними кузовами зі спартанським інтер'єром (крім того ж Range Rover і Jeep Wagoneer) і м'яким верхом, а також низькообертовими двигунами. Тому позашляховик з постійним повним приводом, великою кількістю новаторських (світового рівня) рішень на зразок незалежної передньої підвіски, закритого комфортабельного суцільнометалевого тримального кузова, у поєднанні з невисокою (за світовими мірками) ціною викликав велику сенсацію і, згодом, безліч наслідувань.
В 1978 ВАЗ-2121 був нагороджений золотою медаллю і визнаний найкращим автомобілем свого класу на міжнародній виставці в Брно.
У жовтні 1980 автомобіль отримав золоту медаль Познанського міжнародного ярмарку.
«Нива» (з 2006 року LADA 4x4) була і залишається одним з лідерів експорту АвтоВАЗу. Дві найперші спеціальні версії «Ниви» були експортними: ВАЗ-21211 з 1,3-літровим мотором (для країн з дорогим паливом і високими податками на об'єм двигуна) і ВАЗ-21212 з правим кермом. Праворульна версія «Ниви» користувалася дуже гарним попитом у Великій Британії і навіть надходила в невеликій кількості в Японію, куди, крім «Ниви» взагалі жоден радянський (російський) автомобіль більше не проривався АІ за посиланням відсутній. З кінця 90-х на експорт виробляється малими партіями модифікація ВАЗ-21215 з дизелем Пежо. Експортний потенціал бензинової «Ниви» зберігся в країнах далекого зарубіжжя дотепер. У 2003—2007 рр. завод успішно адаптував LADA 4x4 під норми Euro 3 і 4. Цілий ряд зарубіжних тюнінгових фірм створювали на базі «Ниви» версії з кузовами кабріолет та пікап, а також спортивно-гоночні і тюнінгові варіанти.
За три з лишком десятиліття з 1,8 мільйонів зроблених «Нив» на експорт у більш ніж 100 країн світу було відправлено понад 500 тис. Щорічно близько 15 тисяч «Нив» експортувалися в країни Латинської Америки, Африки, Середнього Сходу, Східної та Західної Європи, зокрема до Німеччини, Франції, Італії, Англії, Іспанії, країн Бенілюксу, Греції. У цих країнах, а також в Японії, попри те, що всешляховик більше не поставляється в Країну сонця, що сходить, і до цього дня існують клуби любителів «Ниви». Зустрічаються «Ниви» і в Австралії та Канаді.
Сьогодні «Ниву» з поставлених АвтоВАЗом складальних комплектів збирають в Казахстані (фірма «Азія-Авто») і в Україні (завод «ЛуАЗ» компанії «Богдан»). Раніше збирання «Ниви» з SKD комплектів здійснювалося в Греції та в Еквадорі, де тільки в 2001 році було зібрано майже дві з половиною тисячі автомобілів.

## Автоспорт

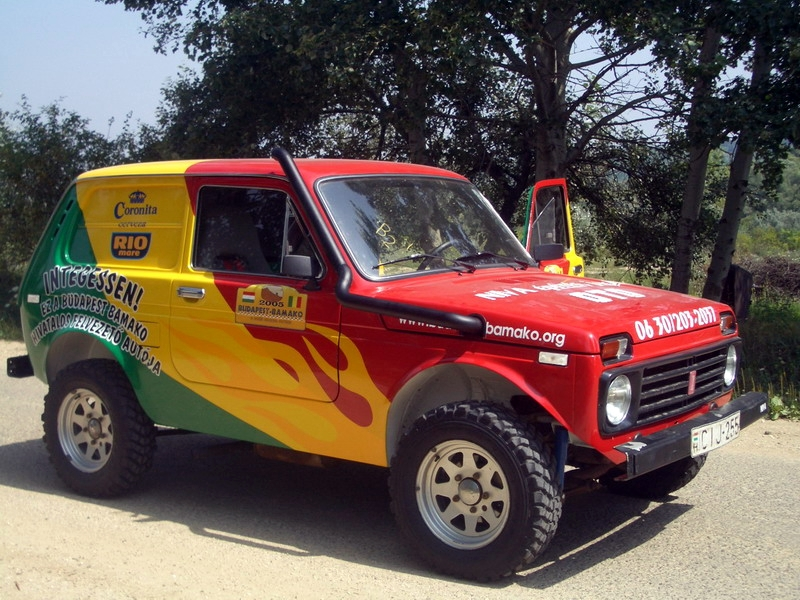
Нива — офіційна машина безпеки (pace car) гонки Будапешт-Бамако 2005 р.

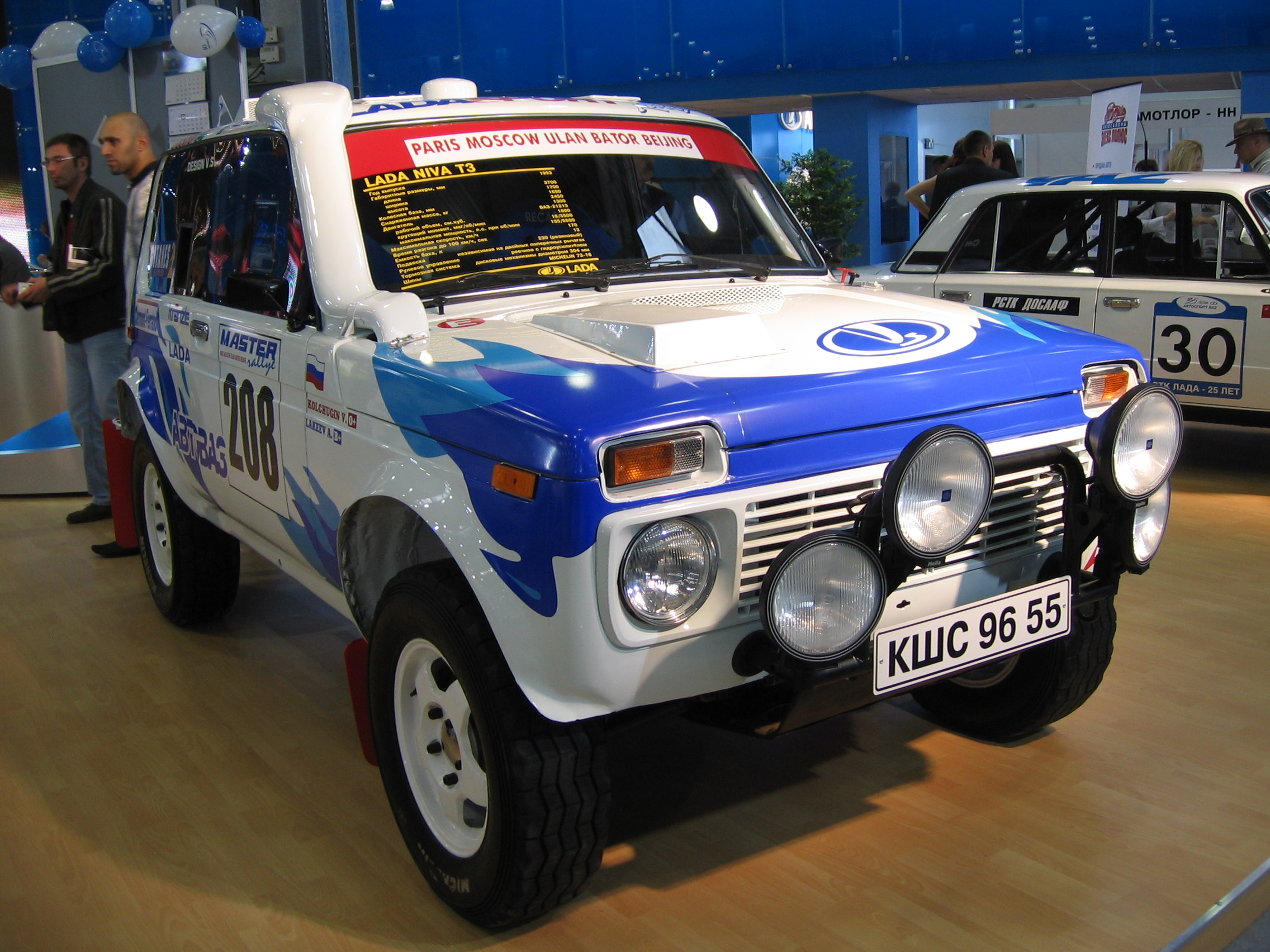
Нива Т3

«Нива» досягла успіхів і в автоспорті, ставши призером престижних ралі-рейдів Париж-Дакар, Париж-Туніс, «Ралі Фараонів», Париж-Пекін та інших
.

## Світові рекорди «Ниви»
- Світовий рекорд висоти: у 1998 році позашляховик «Нива» піднявся в базовий табір під Еверестом на висоту 5200 м, а в 1999 році на Тибетському плато в Гімалаях взяв висоту 5726 м над рівнем моря;
- «Нива» підкорила Північний полюс — у ході міжнародної парашутної акції у квітні 1998 ВАЗ-2131 «Нива» був скинутий на парашуті, а після приземлення на лід і звільнення від строп, був заведений і успішно подолав заданий маршрут;
- 12 років прослужила «Нива» на російській полярній станції «Беллінсгаузен» в Антарктиді, де доріг не існує в принципі. Тольятівський позашляховик експлуатувався в діапазоні температур від −54 до +4 °C для перевезення вантажів і буксирування суден. Загальний пробіг автомобіля становить 40 тис. км;[7]
- У 1999 і 2000 рр. снігоболотохід «Лада-Нива-Марш», створений на агрегатах «Ниви», двічі підкорив Північний полюс.[8]

## Низька безпека
За даними журналу «Авторевю» рівень пасивної безпеки «Ниви» ВАЗ-21213 виявився вкрай низьким. За результатами краш-тесту за правилами Euro NCAP (точніше, тільки однієї з його частин, — фронтального удару на швидкості 64 км/год), проведеного журналом, «Нива» набрала 0 балів з 16-ти можливих за проведений фронтальний удар, ставши другою після ВАЗ-2107 моделлю АвтоВАЗа, що набрала нуль балів за безпеку. Цей результат цілком закономірний, оскільки автомобіль розробляли 30 років тому і має спільну з «класичним» (ВАЗ 2101 — ВАЗ 2107) сімейством агрегатну базу. На практиці це означає, що водій автомобіля, що потрапив у таку аварію на швидкості 64 км/год, обов'язково буде травмований. Особливо ймовірні травми ступень (через зсув педального блоку на занадто значну величину), переломи ребер (через відсутність у ременів безпеки обмеження за зусиллям), травми голови і шиї (через застарілу конструкцію кермо при ударі зміщується назад і вгору і на великій швидкості б'є водія знизу в щелепу). Можливість поліпшення без докорінної переробки автомобіля, зокрема силової схеми кузова, відсутня. Однією з проблем, виявлених краш-тестами, постала проблема деформації лонжеронів. У пресі у 2002—2003 роках з'являлися нотатки про те, що на АвтоВАЗі проводять експерименти з розв'язання цієї проблеми шляхом заповнення порожнин лонжеронів спіненими матеріалами з метою поліпшення характеру деформації кузова (для відповідності автомобіля ВАЗ-21213 до вимог Правила R 94 ЄЕК ООН, тобто, успішного проходження фронтального краш-тесту на швидкості 56 км/год). Однак результати краш-тестів ніде не наводилися і даних про те, чи стала рестайлінгова Lada 4x4 безпечнішою, немає.

## Сімейство «Ниви»

### Модифікації «Ниви»
- ВАЗ-2121 Нива (експортна назва Lada Niva 4x4) — базова модель із двигуном ВАЗ-2121 (1,6 л, 75 к.с., 116 Нм) і 4-ст. КПП. Кілька дослідних зразків ВАЗ-Е2121 було створено в 1972—1975 рр. Наприкінці 1976 року випущена дослідно-промислова партія «Ниви». Серійно модель виробляли з квітня 1977 по 1993 р.
- ВАЗ-21211 (Lada Niva 1.3) — експортна модифікація з двигуном ВАЗ-21011 (1,3 л, 69 к.с., 92 Нм). Вироблялася з 1978 року для країн з підвищеними податками на двигуни об'ємом понад 1 500 см ³ (переважно країни Бенілюксу та Південної Європи). Користувалася обмеженим попитом через недостатню потужність двигуна на бездоріжжі і погану динаміку на звичайних дорогах.
- ВАЗ-21212 (Lada Niva 4x4) — експортна правокермова модифікація. Випускалася обмеженими партіями, перш за все для британського ринку. Відомо про продаж невеликої партії «праворуких» «Нив» до Японії, куди радянські автомобілі ні раніше, ні пізніше не проникали.
- ВАЗ-2122.600 «Река» — армійський автомобіль-амфібія з використанням агрегатів ВАЗ-2121. У 1976—1985 рр. було розроблено декілька дослідних зразків амфібії з утилітарним герметизованим відкритим 2-дверним кузовом. 1987 року доопрацьований зразок ВАЗ-2122.600 «Река» пройшов держвипробування, але серійно амфібію не виробляли через конверсії.
- ВАЗ-21213 (початкова назва «Тайга» не прижилася) — рестайлінгова модель «Ниви» з переробленою задньою частиною кузова зі зниженою завантажувальною висотою (завдяки іншій формі задніх дверей і ліхтарів), потужнішим і тяговитішим двигуном ВАЗ-21213 (1,7 л, 81, к.с., 125 Нм) з карбюратором «Солекс» і безконтактною системою запалювання (те й інше знижує витрату пального), алюмінієвим радіатором, і багатьом іншим. У 1993 році була випущена перехідна партія зі стандартним двигуном ВАЗ-2121.
- ВАЗ-21214 (LADA 4x4) — модифікація моделі 21213 з двигуном ВАЗ-21214 (1,7 л, 81,8 к.с., 127,5 Нм) оснащеним центральним впорскуванням палива. Починаючи з 2002 року на цю модель встановлюється двигун ВАЗ-21214-10 (Євро-0) з розподіленим упорскуванням палива, модернізованим у 2006 році під норми Євро-2 (21214-20) і в 2008-му під Євро-3 (21214—30). З 2006 року відповідно до угоди по СП GM-АвтоВАЗ перейменована в LADA 4x4 3-дв.
- ВАЗ-21215 — експортна версія з дизельним двигуном Пежо XUD 9SD (1,9 л, 75 к.с., 135 Нм), що випускалася в 1999—2007 рр. Модифікація дрібносерійно вироблялася на експорт, тому в штатну збірку входило покращене оздоблення (бампери, спойлери, накладки, легкосплавні диски тощо).
- ВАЗ-21216 — експортний варіант моделі 21213 з правим кермом і карбюраторним двигуном ВАЗ-21213.
- ВАЗ-21217 — експортний варіант моделі 21213, з двигуном ВАЗ-21011 (1,3 л);
- ВАЗ-21219 — перехідна комбінована модифікація з кузовом і підвіскою від ВАЗ-2121 і 1,7-літровим двигуном і трансмісією від ВАЗ-21213. Салон і бачок омивача заднього скла також збережені від ВАЗ-2121. Проводилася в 1993—1994 рр.
- ВАЗ-2121Б — броньований інкасаторський автомобіль на базі ВАЗ-2121. Був створений в 1992 році фахівцями дочірньої ВАЗівської фірми ВАТ «Виробництво спеціальних автомобілів Бронте». Випускався обмеженою серією в 1992—1993 рр. Послужив відправною точкою для створення сімейства бронеавтомобілів «Бронте Форс».
- ВАЗ-2121Ф — експортний комерційний варіант на базі моделей ВАЗ-2121 і 21213 з кузовом типу фургон. Задня частина салону перетворена у вантажний відсік, шляхом заміни скла (на задній дверці збережено) металевими панелями, видалення заднього сидіння та оздоблення. За передніми сидіннями встановлено трубчастий захист від зміщення вантажу при гальмуванні. Фургонна версія «Ниви» виготовляється малими партіями на ОПП АвтоВАЗу для постачання виключно на ринки країн далекого зарубіжжя, місцеве законодавство яких передбачає податкові пільги для подібних комерційних автомобілів.
- LADA 4x4M — модернізований варіант ВАЗ-21214, поступово освоєний у 2010—2012 роках. Змінено світлотехнічні прилади, салон, вузли трансмісії. Частина комплектуючих застосована від Chevrolet Niva.[10]
- LADA 4x4 «Рись» — дрібносерійна мисливська модель автомобіля Lada 4х4. Представлена 2009 року дочірньою фірмою АвтоВАЗу ПАТ «Бронто». В кузові доопрацьовані арки коліс для забезпечення збільшених ходів підвіски і розмірів коліс, встановлені гумові розширювачі арок. Є зовнішні дзеркала збільшеної площі заднього огляду. Встановлено самоблокуючі диференціали гвинтового типу в передньому і задньому мостах.
- LADA 4x4 Urban — версія трьохдверного позашляховика. Від вихідної моделі відрізняється бамперами, ґратками радіатора, кермом, наявністю кондиціонера, тунеля підлоги, дзеркал з електроприводом і електросклопідйомників. Автомобіль випускає з жовтня 2014 року компанія «ВІС-Авто». У наприкінці 2015 року Lada 4х4 Urban вийшов на ринок Німеччини. У 2015 році стартувало виробництво Lada 4х4 5D Urban (заснована на ВАЗ-2131).

### Подовжені різновиди «Ниви»

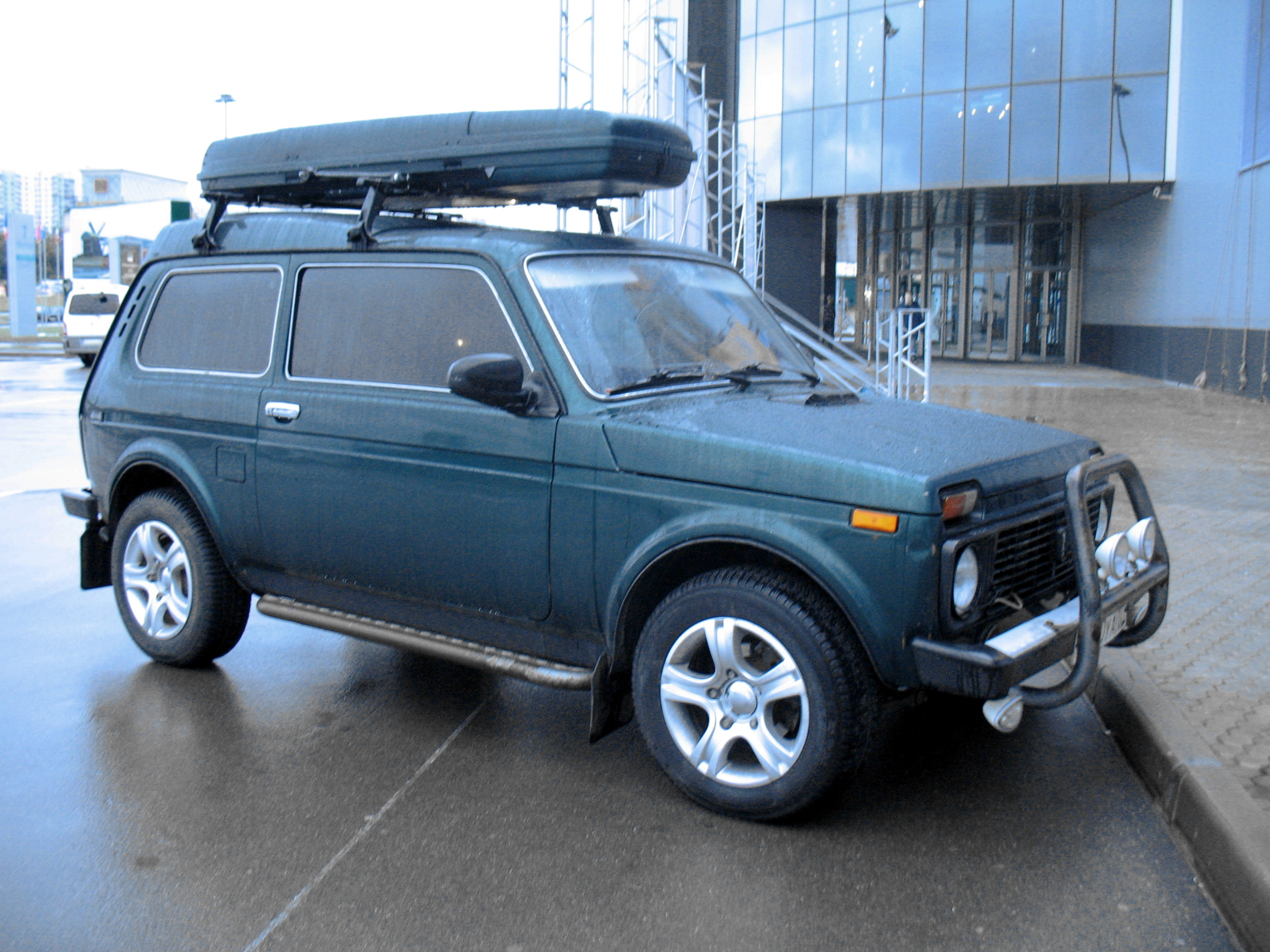
ВАЗ-212180 LADA Fora (1996—2005)

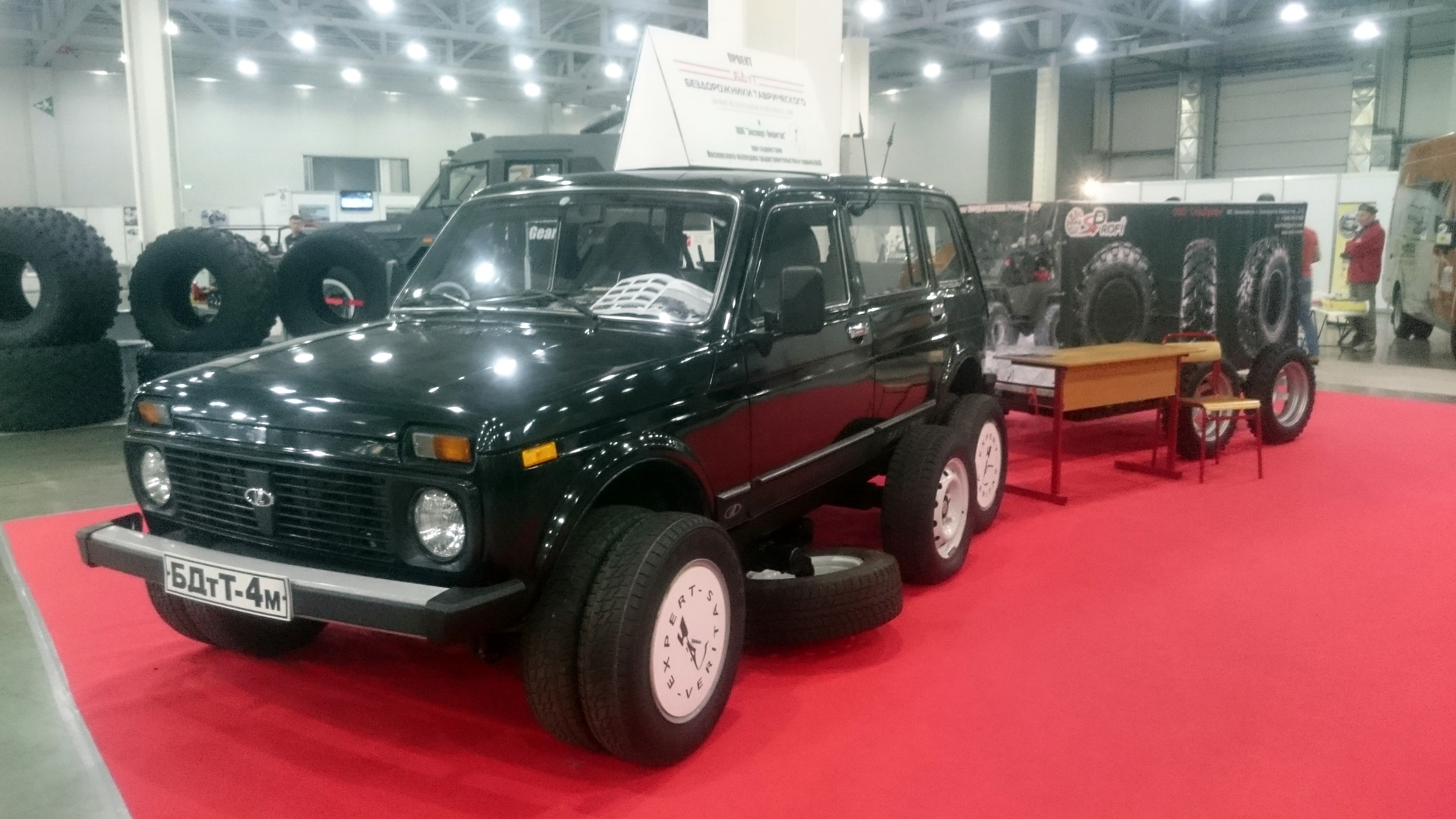
«Нива» з поліпшенням прохідності в стилі БРДМ-2.

- ВАЗ-212180 «Фора» — подовжена на 300 міліметрів версія моделі 21213. Дрібносерійно вироблялася з 1996 до 2005 року фірмою «ПСА Бронте» (вин-код «X7G»). Відрізняється від базової моделі збільшеними по ширині дверима і дверними прорізами, піднятою за рахунок пластикової надбудови задньою частиною даху і ширшим тримісним заднім сидінням типу 2108. У стандартне оснащення «Фори» включена автоматична система пожежогасіння в моторному відсіку від броньовика «Форс», а за доплату — гідропідсилювач керма, кондиціонер і пластиковий «кенгурятник» перед решіткою радіатора. Через застосування коліс збільшеного діаметра (легкосплавні диски тольятинської фірми «Слік» з шинами «Nokian HRC») «запаска» винесена з моторного відсіку і закріплена над заднім бампером.
- ВАЗ-212182 «Форс» — броньований інкасаторський варіант моделі ВАЗ-21218. Крім системи бронювання додатково оснащений автоматичною системою пожежогасіння в моторному відсіку, вибухопожежобезпечним паливним баком; додатковою акумуляторною батареєю, кондиціонером, дистанційним приводом замків правими дверями з місця водія. Як додаткове устаткування пропонується броньована підлога, світлосигнальні маячки, тощо. Так як «Форс» на 430 кг важче «Фори», застосовані пружини підвіски з прута збільшеного діаметра і підсилено амортизатори;
- ВАЗ-212183 «Ландоле» — відкритий пляжний позашляховик на базі «Фори» з кузовом типу «Ландо» або «ландоле». Виробляється «СПА Бронте» за індивідуальними замовленнями з 1997 року. Відсутність частини даху і стійок дверей компенсована оригінальним силовим трубчастим каркасом, на який при необхідності кріпиться легкий тент або вмонтовуються кронштейни для перевезення великогабаритного спорт-інвентаря. Задній борт відкидається на горизонтально розташованих петлях. Салон, що легко миється (сидіння обтягнуті шкірзамінником, підлога покрита м'яким лінолеумом). Екстер'єр доповнений оригінальним пластиковим «обважуванням» і двоколірним забарвленням.
- ВАЗ-2129 (неофіційна назва «Кедр») — подовжена на 500 мм модель на базі стандартного ВАЗ-21213. «Кедр» був створений на початку 90-х як носій агрегатів для перспективного мінівена ВАЗ-2120, але в 1992—1994 рр. випускався малою серією на ОПП АвтоВАЗа. Кузов подовжується за рахунок центральної вставки. Послужив основою для створення 5-дверної моделі ВАЗ-2131;
- ВАЗ 2129 «Утілітер» — комерційна модифікація «Кедра». Відрізняється від базової моделі відсутністю заднього сидіння і заґратованими зсередини задніми бічними вікнами. Виготовлялася поштучно під замовлення на ОПП АвтоВАЗа і розповсюдження не мала;
- ВАЗ-2130 («Кедр») — модифікація ВАЗ-2129 зі зміненим плануванням салону. Тримісне заднє сидіння типу 2108 зміщене вперед. За неперевіреною інформацією, згодом індекс моделі був змінений на 2129-01. ВАЗ-2130 вироблявся малими партіями в 1993—1994 рр.. Послужив основою для створення 5-дверної моделі ВАЗ-2131-01;

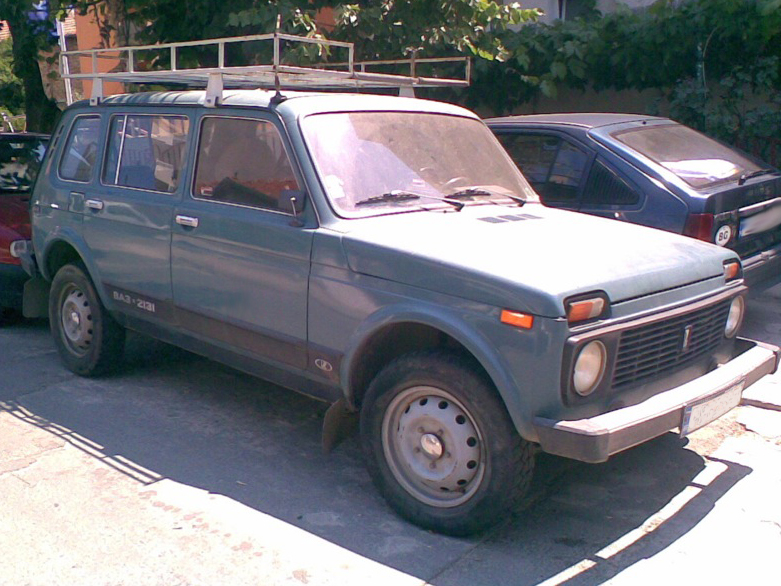
ВАЗ-2131 (з 1993)

- ВАЗ-2131 (LADA 4x4 5-дв.) — Подовжена на 500 мм п'ятидверна модель на основі агрегатів ВАЗ-21213. Випускається в дослідно-промисловому виробництві АвтоВАЗа (ОПП АвтоВАЗа) з 1993 року. ВАЗ-2131 створений на базі моделі 2129 «Кедр» за рахунок додавання задньої пари дверей. На лютий 2009 року вироблено вже 100 тис. ВАЗ-2131[11], що робить дану модель другою за популярністю в сімействі старої «Ниви». Подовження кузова проводиться за рахунок центральної 500-міліметрової вставки в стандартний кузов моделі 21213. Відповідно, змінюється колісна база і довжина автомобіля. На версії 2131 відстань між передніми і задніми сидіннями збільшено на 125 мм, а на 2131-01 застосовано тримісне заднє сидіння типу 2108. Паливний бак збільшений до 70 л. З освоєнням в ОПП виробництва двигунів ВАЗ-2130 (1,8 л, 84 к.с., 132 Н · м), проводилася версія 21312 з таким двигуном. Через характерну зовнішність і любов виробників до зеленого кольору, ВАЗ-2131 в народі отримав прізвисько — крокодил[12];
- ВАЗ-2131 СП (213105 / 213145) — модель виготовляється на ОПП Ваза санітарний автомобіль на базі ВАЗ-2131. Відрізняється збільшеним на 300 міліметрів заднім звісом і високим пластиковим дахом. Завдяки збільшеному об'єму багажника дозволяє перевозити хворого на носилках і двох супроводжуючих медиків з комплектом устаткування.
- ВАЗ-213102 — «громадянська» 5-дверна версія санітарної моделі ВАЗ-213105. Володіла таким же збільшеним на 300 міліметрів заднім звісом і високим пластиковим дахом, але оснащувалася звичайним 5-Місцевим салоном. Збільшений до 1900 л багажник дозволяв розмістити в ньому два додаткових сидіння, що перетворювало автомобіль в 7-місний (і переводило його в клас середньорозмірних позашляховиків). ВАЗ-213102 проводився під замовлення в 1999—2003 рр..
- ВАЗ-2121 Сахара-1 Невеликий за розмірами салон «Ниви» змушував замислюватися про подовження машини. Таким шляхом наприкінці 80-х років намагалися йти на самому заводі і деякі конструктори-ентузіасти. Ось такими Ентузіастами у 1991 році було створено шість екземплярів подовженою «Ниви» із збільшеною висотою даху. Частина машин з цієї партії, зареєстрована як саморобки, потрапила в приватні руки, а частина була викуплена «Лада-банком» як службові і оформлена під власною назвою «Сахара». Надалі напрацювання для цієї машини були використані при створенні подовжених версій ВАЗ-2129 «Кедр» і ВАЗ-21218 «Бронто».

## Інші моделі на базі «Ниви»

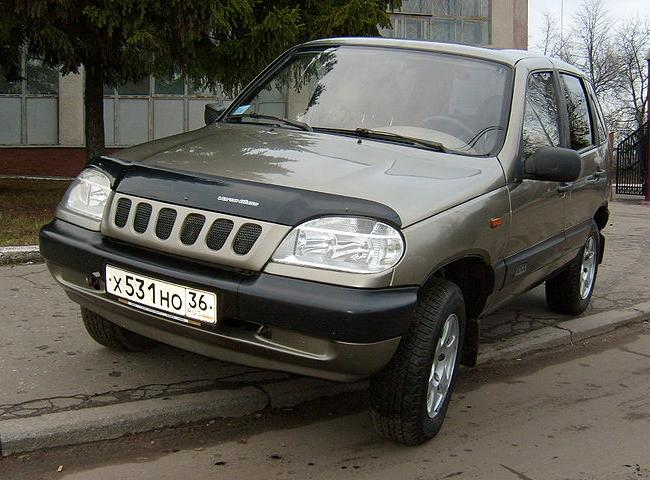
ВАЗ-2123

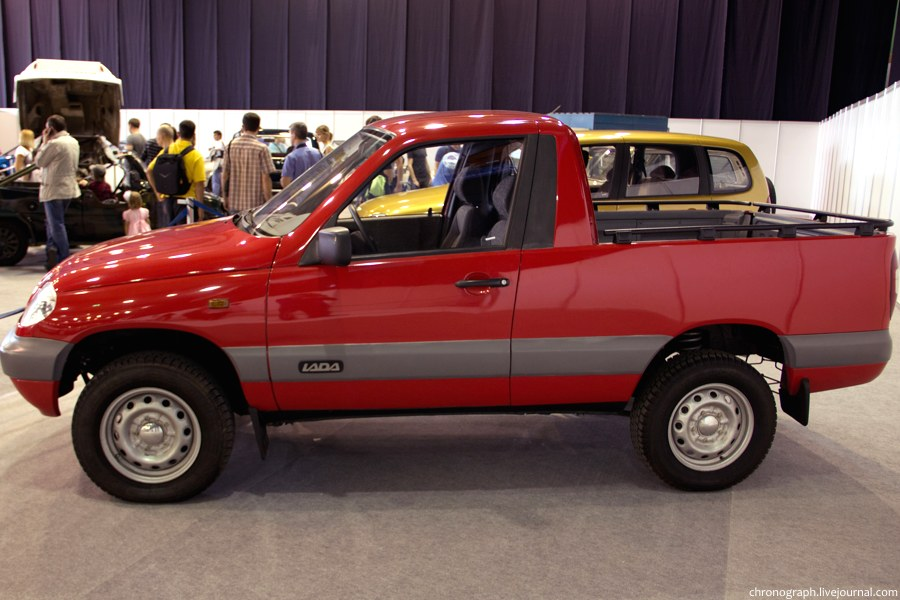
ВАЗ-2323

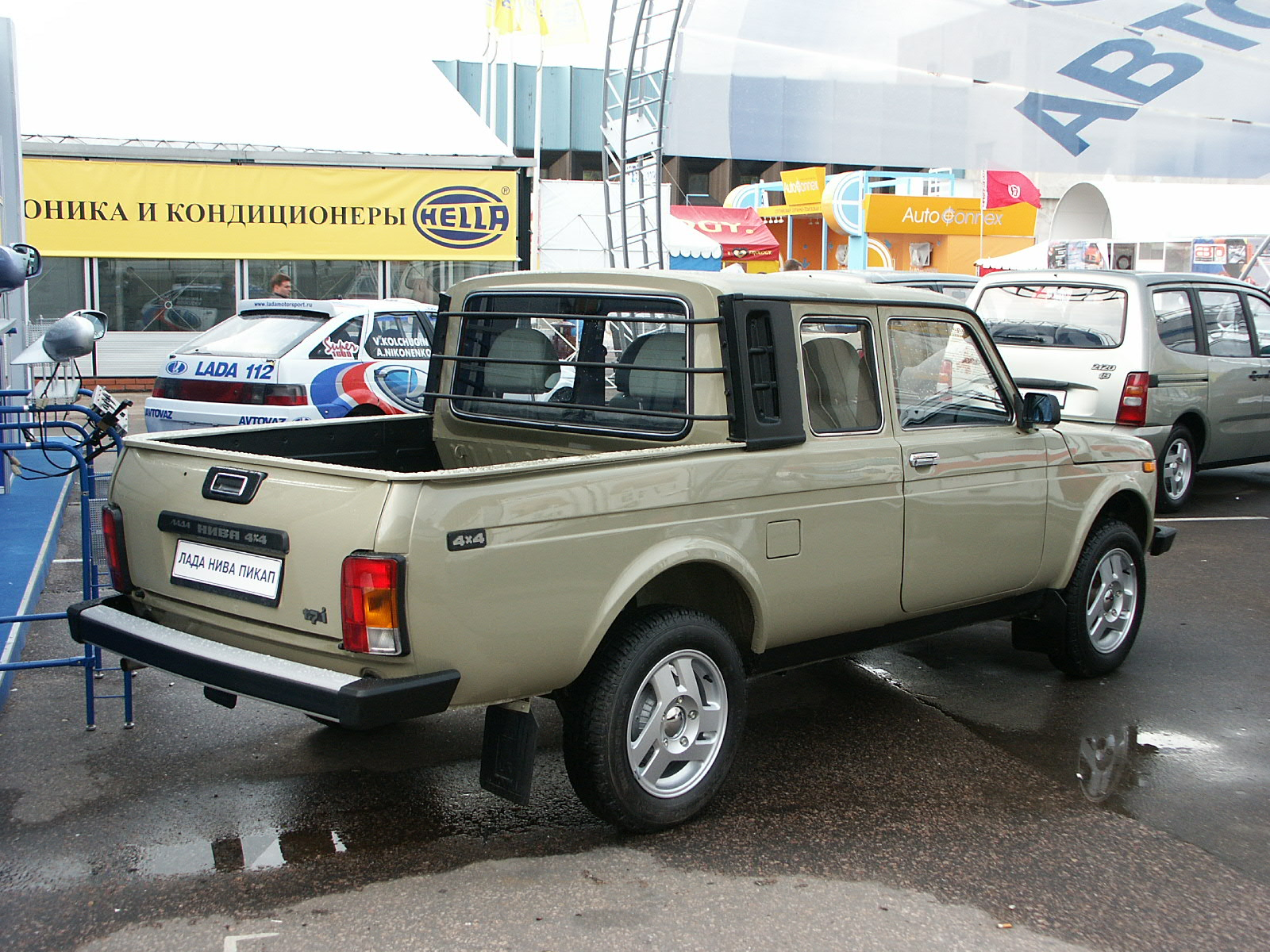
ВАЗ-2329 «Ведмідь»

### ВАЗ-2123
Російський компактний позашляховик другого покоління, дослідно-промислові партії якого були зроблені на ВАЗі у 2001—2002 рр. Зберіг взаємозамінність зі старою «Нивою» за агрегатами і після суттєвої модернізації був запущений у великосерійне виробництво з вересня 2002 року на потужностях СП GM-АвтоВАЗ як Chevrolet Niva. Частина агрегатів від Chevrolet Niva (наприклад, ГУР фірми ZF) із часом перейшла на LADA 4x4;

### ВАЗ-2328 «Вовк»
пікап з короткою 2-місною кабіною на базі моделі ВАЗ-2131. Повинен був стати на виробництво паралельно з пікапом ВАЗ-2329, але через низький попит «ЛАДА-Тул» випустила лише настановну партію «Вовків»;
- ВАЗ-2329 «Ведмідь» «Нива Пікап», LADA 4x4 Pickup — пікап з подовженою 5-місною кабіною на базі моделі ВАЗ-2131, виготовляється малими серіями на ОПП АвтоВАЗа. Автомобіль зберіг тримальний кузов (колісна база 2700 мм) з посиленим підставою і відрізняється збільшеним на 300 мм заднім звісом. Вантажопідйомність становить 650 кг. На ВАЗ-2329 збережена механічна частина від ВАЗ-2129/2131. Під замовлення замість двигуна ВАЗ 21213 була можлива установка двигуна ВАЗ-2130 (1,8 л, 84 к.с.). Передбачено додатковий паливний бак, що доводить їх загальну місткість до 84 л. Заднє сидіння в кабіні оригінальне, в складеному стані дає рівний вантажний майданчик. Перші випуски пікапа носили власну назву «Ведмідь»;
- ФВК-2302 «Бізон» — пікап з рамним шасі на базі агрегатів «Ниви». Пікап з короткою двомісною кабіною і дерев'яною платформою дрібносерійне проводився однієї із малих тольяттинських фірм у 1993—1995 рр.. Посилена задня підвіска «Бізона» була виконана з ресорами від «Волги» і заднім мостом від УАЗу. Пікап не користувався великим попитом через ряд конструктивних вад.
- ВІС-2346 — сімейство пікапів з напіврамним шасі на базі агрегатів «Ниви» виробництва тольяттинської фірми «ВАЗінтерСервіс» виробляється з 1996 р. В наш час[коли?] дрібносерійно випускають дві версії пікапу: ВІС-2346 з короткою двомісною кабіною і ВІС-23461 з подовженою 5-місцевою кабіною. Раніше вироблявся також пікап ВІС-23464 з полуторною чотиримісною кабіною та пікап ВІС-2348 з панелями кабіни від LADA Samara 2. Посилена задня підвіска виконана ресорною.
- Бронте-1922 «Марш-1» — снігоболотохід («Пневматика») на колесах наднизького тиску, та на агрегатах ВАЗ-21213. Дрібносерійно виробляється ВАТ «СПА Бронте» з 1997 року.

## Технічні характеристики LADA 4x4 3-дв. з двигуном ВАЗ-21214-30 (Євро-3)
| Довжина, мм                                            | 3720                                                                                       |
| Ширина, мм                                             | 1680                                                                                       |
| Висота, мм                                             | 1640                                                                                       |
| Колісна база, мм                                       | 2200                                                                                       |
| Колія передніх коліс, мм                               | 1430                                                                                       |
| Колія задніх коліс, мм                                 | 1400                                                                                       |
| Об'єм багажного відділення, куб. дм.                   | 265/585                                                                                    |
| Маса в спорядженому стані, кг                          | 1210                                                                                       |
| Повна маса автомобіля, кг                              | 1610                                                                                       |
| Допустима повна маса причепа на буксирі з гальмами, кг | 600                                                                                        |
| Допустима повна маса причепа на буксирі без гальм, кг  | 300                                                                                        |
| Колісна формула                                        | 4 x 4                                                                                      |
| Тягові колеса                                          | Усі                                                                                        |
| Основні параметри автомобіля                           | Повнопривідна, розташування двигуна переднє, поздовжнє                                     |
| Тип кузова                                             | Хетчбек                                                                                    |
| Кількість дверей                                       | 3                                                                                          |
| Тип двигуна                                            | Бензиновий, чотиритактний                                                                  |
| Система живлення                                       | Розподілене впорскування з електронним управлінням                                         |
| Кількість і розташування циліндрів                     | 4 в ряд                                                                                    |
| Робочий об'єм двигуна, см³                             | 1690                                                                                       |
| Максимальна потужність, кВт / об.мин.                  | 59,5 / 5000                                                                                |
| Максимальний обертовий момент, Нм при об / хв          | 127,5 / 4000                                                                               |
| Паливо                                                 | Неетилований бензин АІ-95 (min)                                                            |
| Витрата палива по їздовому циклу, л/100 км             | 11                                                                                         |
| Максимальна швидкість, км / год                        | 137                                                                                        |
| Коробка передач                                        | Механічна                                                                                  |
| Число передач                                          | 5 передніх, 1 задня                                                                        |
| Передавальне число головної пари                       | 3,9 або 4,1                                                                                |
| Рульове управління                                     | Травмобезпечне з телескопічним валом, кермовий механізм — глобоідальний черв'як            |
| Роздавальна коробка                                    | Механічна, з міжосьовим диференціалом, що блокується                                       |
| Число передач РК                                       | 2 (вища з передавальним співвідношенням 1,2 і нижча з передавальним співвідношенням 2,135) |
| Шини                                                   | 175/80 R16 (85, Р); 185/75 R16 (92, Q); 175/80 R16 (88, Q)                                 |
| Ємність паливного бака, л                              | 42                                                                                         |

## «Нива» в кіно
- У фільмі «Міраж», де за сюжетом головні герої викрадають інкасаторський броньовик «Welling super box», його кіно муляж був виконаний на базі «Ниви». Цікаво, що на початку 90-х конструктори тольяттинської фірми «СПА Бронто», натхненні даними сюжетом, спроектували реальний інкасаторський броньовик ВАЗ-2121Б, надалі ліг в основу подовженою дрібносерійної моделі «Бронто Форс» (ВАЗ-212182).
- У дитячому фільмі «Велика пригода» (В. Нікіфоров, 1985) піонери допомагають повернути викрадену «Ниву» власнику, заховавши її в лісі.
- У заключній серії фільму «Візит до мінотавра» оперативник на «Ниві» женеться за злочинцем на «ЗІЛі».
- У фільмі «Той, що біжить в часі» жінка-науковець Карен Доналдсон і астронавт Майкл Райнор, від погоні йдуть на «Ниві».
- Така ж двоколірна «Нива» у головного героя у фільмі «Холодне світло дня».
- На «Ниві» їздять герої фільму «І цілого світу мало».
- У серіалі «Повернення Мухтара» Артем, а згодом і Максим їздить на «Ниві».
- У фільмі «Багряні Річки» (дія відбувається в Альпах) «Нива», яку там називають «Лада», використовується як докази.
- У фільмі «Корсиканець» головні герої фільму їздять на «Ниві».
- У фільмі «Барон» — першої частини «Бандитського Петербурга», головний герой — журналіст Андрій Обнорський (у рол. Олександр Домогаров) їздить на «Ниві».
- У багатосерійному фільмі «Що сказав небіжчик» (за однойменною книгою Іоанни Хмельовської) «Нива» з'являється в сцені погоні, де виконується трюк з її підривом і переворотом.
- На початку фільму «Інший світ: Еволюція» поліцейські, які намагаються затримати Маркуса, їздять на «Ниві».
- У фільмі «Ворог номер один» головний герой — бізнесмен Олексій Князєв (у рол. Віталій Хаєв) їздить на довгій «Ниві» ВАЗ-2131.
- У фільмі «У смузі прибою» — на Ниві їздить один з бандитів.
- У фільмі «Детройт — Місто Рока» з Едвардом Ферлонг у головній ролі, «Нива» з'являється як машина постачальник піци (рожевого кольору, з поросячим хвостиком, приробленими до багажних дверей), в епізоді, коли герої фільму збираються визволяти ударника групи, що потрапив в сувору католицьку школу. Цікаво, що мабуть, це «кіноляпи»: дія фільму відбувається в США в 1978 році, дуже малоймовірно, щоб у той час «Нива» могла з'явитися на території Сполучених Штатів.
- У фантастичному фільмі «Посередник» головний герой — астрофізик їздить на «Ниві», причому в безлічі сцен автомобіль використовується як їх важливий художній елемент.
- Фільм «До розслідування приступити».

## В ігровій та сувенірній індустрії
Сьогодні можна зустріти безліч масштабних моделей-копій ВАЗ-2121. Ось основні їх виробники:
- Першою, в 1981 році, з'явилася знаменита А20 від ПО Тантал, яка отримала 5 зірок на міжнародній виставці 1982 року (зараз ця модель дуже цінується серед колекціонерів). Модель має повністю робочу підвіску, включаючи пружини і важелі, у неї відкриваються двері, капот і багажник. У перших екземплярів було безліч унікальних деталей, як-то: рульовий вал з шестернею (при повороті коліс оберталося кермо), трамблер та запасне колесо під капотом, а біля самих перше — металеві важелі підвіски і металеві ж колеса, повністю відповідали прототипу. В ~ 1995 А20-у змінила у виробництві нова, вже неномерна модель ВАЗ-21213. Якість відливання й збирання помітно знизилася, капот і багажник більше не відкриваються, але любителі саратовських моделей як і раніше з задоволенням купують їх.
- Московської фірмою «Дозвілля» випускалися моделі ВАЗ-2129, 2130 2131 і 2328.
- У наші дні ще одна модель «Ниви» з'явилася в Росії, у журнальній серії «Автолегенды СССР» від видавництва ДеАгостіні 23.06.2009 під номером 10 (колір моделі жовтий). До цього «Нива» вийшла в Польщі в журнальній серії Kultowe Auta PRLu під номером 21 (колір моделі — червоний). Виробник цих моделей, фірма ІСТ-моделс (Китай), планує також випустити під номером IST075 «регулярний» варіант ВАЗ-2121 синього кольору, а також, за спецзамовленням Російського дистриб'ютора VMM Co., ралійну версію San-Tropez.